# Best Album 黒盤
『Best Album 黒盤』（ベスト・アルバム くろばん）は、Plastic Treeの5枚目のベスト・アルバム。2005年10月26日発売。発売元はSickroom Records。

## 概要
Plastic Treeの第2期時代のベスト・アルバム。『Best Album 白盤』と同時発売。『黒盤』は『白盤』に対し、パワフルでグルーヴィなオルタナ・ポップ楽曲が収録されている。

## 収録曲
1. 散リユク僕ラ
作詞：有村竜太朗、作曲：ナカヤマアキラ
  - 10作目のシングル曲。
  - シングルバージョンではアルバム初収録。
2. 星座づくり
作詞：有村竜太朗、作曲：ナカヤマアキラ
  - 5枚目のオリジナルアルバム『シロクロニクル』収録曲。
3. バカになったのに
作詞・作曲：はる
  - 12作目のシングル曲。
  - テレビ神奈川『saku saku』2003年6月度エンディングテーマ
  - テレビ神奈川『Mutoma JAPAN』2003年6月度テーマソング
  - テレビ埼玉『HOT WAVE』2003年6月度エンディングテーマ
4. メランコリック
作詞・作曲：有村竜太朗
  - 17作目のシングル曲。
5. 懺悔は浴室で
作詞：有村竜太朗、作曲：長谷川正
  - 4枚目のオリジナルアルバム『トロイメライ』収録曲。
6. エンゼルフィッシュ
作詞：有村竜太朗、作曲：ナカヤマアキラ
  - 5枚目のシングル「Sink」カップリング曲。
  - アルバム初収録。
7. cell
作詞:有村竜太朗、作曲：ナカヤマアキラ
  - 6枚目のオリジナルアルバム『cell.』収録曲。
8. グライダー
作詞：有村竜太朗、作曲：ナカヤマアキラ
  - 4枚目のオリジナルアルバム『トロイメライ』収録曲。
9. ガーベラ
作詞：有村竜太朗、作曲：長谷川正
  - 11枚目のシングル「蒼い鳥」カップリング曲。
10. サンデー
作詞：有村竜太朗、作曲：長谷川正
  - 5枚目のオリジナルアルバム『シロクロニクル』収録曲。
11. lilac
作詞・作曲：ナカヤマアキラ
  - 14枚目のシングル「水色ガールフレンド」カップリング曲。
  - アルバム初収録。
12. ナショナルキッド
作詞：有村竜太朗、作曲：長谷川正
  - 5枚目のオリジナルアルバム『シロクロニクル』収録曲。
13. 怪物くん
作詞：有村竜太朗、作曲：ナカヤマアキラ
  - 6枚目のオリジナルアルバム『cell.』収録曲。
14. バリア
作詞：有村竜太朗、作曲：ナカヤマアキラ
  - 5枚目のオリジナルアルバム『シロクロニクル』収録曲。
15. スライド.
作詞：有村竜太朗、作曲：長谷川正
  - 7作目のシングル曲。
16. Sink
作詞：有村竜太朗、作曲：長谷川正
  - 5作目のシングル曲。